# САО Романия

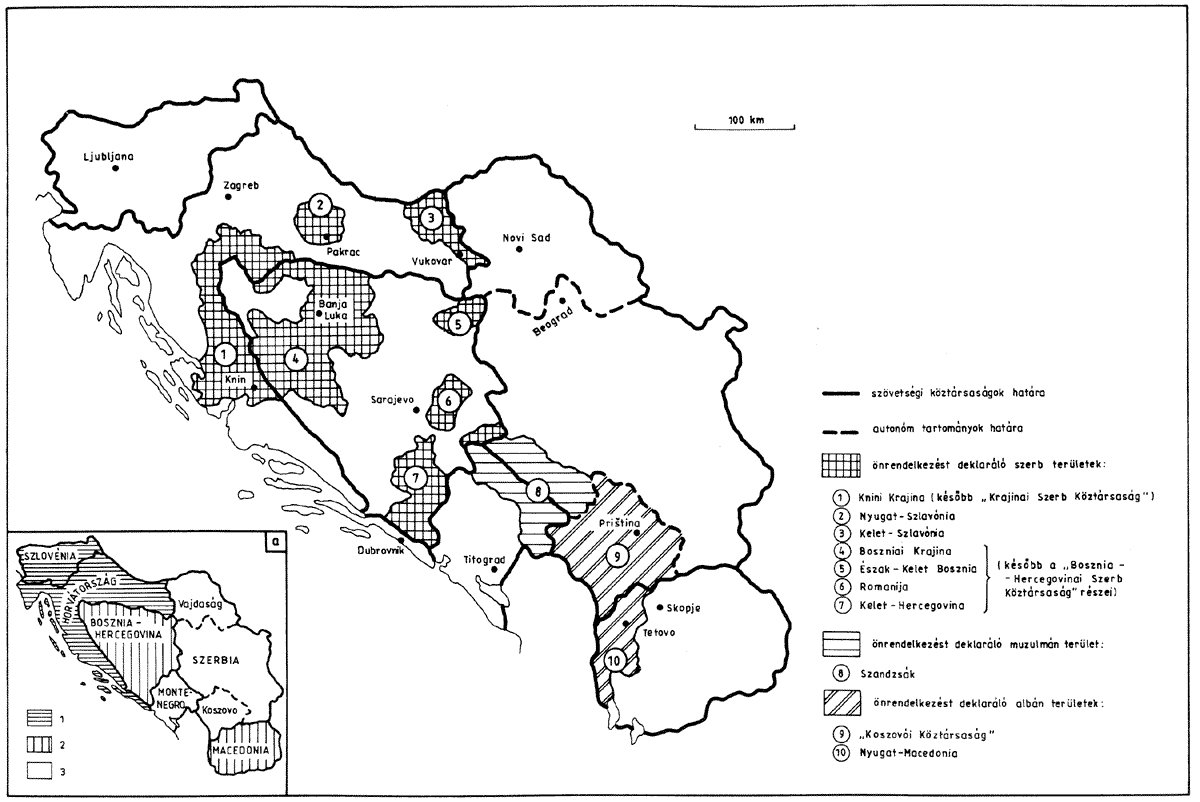
САО Романия (Цифра 6) на карте Югославии

Сербская Автономная Область Романия-Бирач (серб. Српска аутономна област Романија-Бирач) или САО Романия (серб. САО Романија) — сербская автономная область в СР Босния и Герцеговина. Позже этот район стал частью Республики Сербской.

## История
Автономная область Романия образовалась 9 ноября 1991 года. 9 января 1992 года приняли декларацию, провозглашающую Республику Сербскую, в результате чего САО Босанская Краина стала частью этой новообразованной республики. 

## География
| Община    | Адм. центр | Площадь    | Население (1991) |
| --------- | ---------- | ---------- | ---------------- |
| Пале      | Пале       | 491,93 км2 | 16 355           |
| Соколац   | Соколац    | 722,53 км2 | 14 883           |
| Шековичи  | Шековичи   | 218,79 км2 | 9 629            |
| Власеница | Власеница  | 234 км2    | 17 904           |
| Миличи    | Миличи     | 285 км2    | 16 038           |
| Олово     | Олово      | 408 км2    | 16 956           |
| Хан-Песак | Хан-Песак  | 335,8 км2  | 6 348            |

Географическими регионами, входившие в состав области были горы Романия и Яхорина.

## Национальный состав
| Национальность | Численность (1991) |
| -------------- | ------------------ |
| Сербы          | 51 735             |
| Босняки        | 43 152             |
| Хорваты        | 846                |
| Югославы       | 1 301              |
| Нет данных     | 1 079              |
| Всего          | 98 113             |